# فينندن
فينندن (بالألمانية: Winnenden) هي Grosse Kreisstadt، مدينة وبلدة ألمانية تقع في ألمانيا في مقاطعة ريمس مور. يقدر عدد سكانها بـ 27,732 نسمة .

## المدن التوأمة
مدن ألبيرفيل وSanto Domingo de la Calzada هي مدن توأمة لـوينندن.

## أعلام
- إرنست أوقست فاغنر